# Facilidades permanentes
Las facilidades permanentes son un instrumento de la política monetaria del Banco Central Europeo que se ejecuta a través de los bancos centrales nacionales, por el que ofrecen a las entidades de crédito una opción para ajustar su liquidez mediante el otorgamiento de créditos o imposición de depósitos a un plazo muy corto de tiempo. Esta herramienta se caracteriza porque es ejercitada a iniciativa de las entidades de crédito, frente a las operaciones de mercado abierto en las que la iniciativa corresponde al Banco Central.
Existen dos tipos de facilidades permanentes:
- Facilidad marginal de crédito: consiste en un «préstamo lombardo» que permite a las entidades de contrapartida (entidades de crédito) obtener crédito de los bancos centrales que deberá ser devuelto en un plazo de un día, a un tipo de interés predeterminado ligeramente superior al vigente en los mercados monetarios y siempre que dispongan de activos de garantía suficientes.
- Facilidad de depósito: permite a las entidades efectuar depósitos a un día, que son remunerados a un tipo de interés predeterminado, normalmente ligeramente inferior al vigente en los mercados monetarios.

Entre ambas operaciones se define un pasillo de tipos de interés a muy corto plazo, entre un interés mínimo que marca el suelo (facilidad de depósito) y uno máximo (facilidad marginal de crédito) que tenderá a convertirse en el techo de los tipos de interés a muy corto plazo en los mercados monetarios de la Unión. Nadie pagará en el mercado secundario tipos superiores a los ofrecidos por el Eurosistema. Nadie cobrará por sus préstamos más de lo que cobra el eurosistema ni nadie pagará menos por sus depósitos de lo que paga éste, señalando la orientación de la política monetaria del banco central. Las facilidades permanentes ofrecen también a las entidades de crédito una opción para ajustar su liquidez.
Los tipos de interés aplicados a las operaciones permanentes tienen la consideración de tipos de interés oficiales del Eurosistema y se anuncian cuando se deciden en la primera reunión mensual que mantiene el Consejo de Gobierno del Banco Central Europeo.